# آند گالوانی

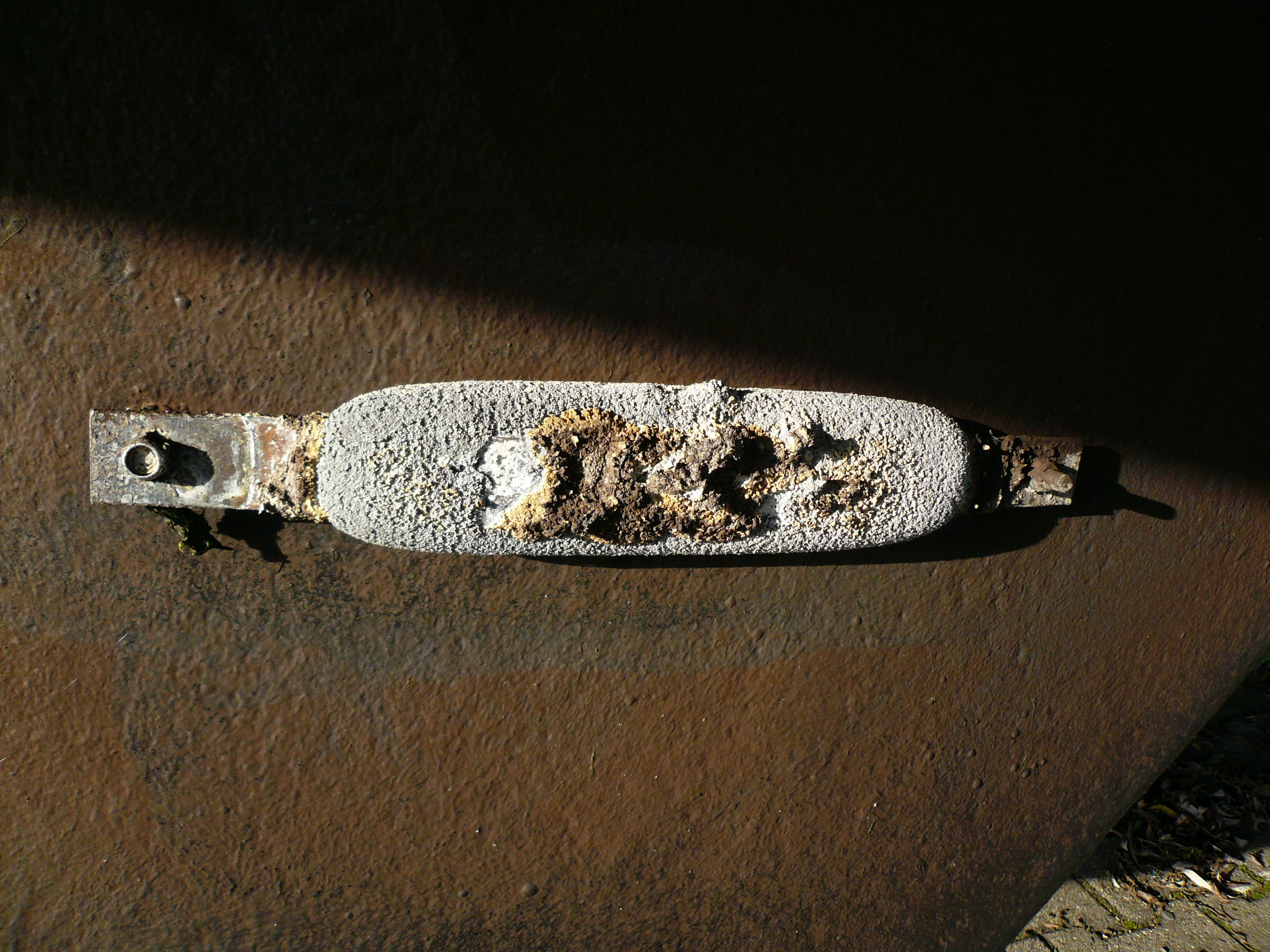
آند گالوانی

آند گالوانی (galvanic anode) فلزات با فعالیت شیمیایی بالایی هستند که جهت جلوگیری از خوردگی سطحی یک فلز دیگر که دارای فعالیت کمتری است به کار می‌روند که به آن‌ها آند فداشونده (sacrificial anode) هم می‌گویند.
آندهای فداشونده از یک آلیاژ فلزی دارای پتانسیل الکتروشیمیایی منفی‌تر نسبت به سازه‌ای که باید حفاظت شود، تولید می‌شوند.
آندهای فداشونده در موارد زیر کارایی دارند:
الف - خطوط لوله با پوشش خوب که نیاز به جریان حفاظتی خیلی کمی دارند.
ب - رفع مشکلات مربوط به تداخل و جریان‌های سرگردان
ج -خطوط لوله کوتاه با پوشش خوب
د - در نقاط مشخصی بر روی خطوط لوله (نقاط بحرانی) که ممکن است تنها چند فوت از خط لوله نیاز به حفاظت داشته باشد.
هـ - فراهم نمودن حفاظت موقتی قسمتی از خط لوله مدفون که در شرایط خوردگی موضعی قرار دارد. مانند منطقه عبور خط لوله از عرض رودخانه.
و - جهت حفاظت کف مخازن رو زمینی که دارای سطح وسیعی نباشند.

## سامانه آندهای فداشونده
در صورتی که آند کمکی نسبت به فلزی که باید حفاظت شود بر طبق جدول سری گالوانیکی فعالتر باشد پیل گالوانیکی به وجود می‌آید. در صورت استفاده از این نوع آندها که آن‌ها را آندهای از بین رونده می‌نامند و دیگر نیازی به منبع جریان خارجی یا یکسو کننده نمی‌باشد. اختلاف پتانسیل بین آندهای از بین رونده و فلز مورد حفاظت سبب تخلیه جریانی از طرف محیط به سمت فلز وجود داشته می‌گردد. فلزات از بین رونده که برای حفاظت کاتدی به کار می‌روند اغلب منیزیم و آلیاژهای آن و در برخی موارد روی و آلومینیوم می‌باشند. اصولاً آندهای از بین رونده به عنوان منابع انرژی الکتریکی عمل می‌نمایند، اهمیت آن‌ها مخصوصاً در مواردی است که امکان دسترسی به نیروی برق وجود نداشته ویا در نقاطی که نصب خطوط نیرو با صرفه نباشد.
در این روش یک الکترود که آند نامیده می‌شود در مخزن آب در نزدیکی فلز تحت حفاظت قرار گرفته‌است. آند مذکور از موادی ساخته شده‌است که نسبت به آهن فعالتر می‌باشد. این بدان معنا است که در الکترولیت آب دریا آند نسبت به آهن منفی تر می‌شود. معمولترین ماده‌ای که مورد استفاده قرار می‌گیرد روی است که به صورت یک سلسله صفحات در نزدیکی تحت حفاظت سازه و در تمام طول آن پخش می‌شود. روی‌ها توسط اتصالات مکانیکی یا باندینگ به صورت موضعی در بسیاری از نقاط به فولاد متصل می‌شوند. روی و آهن به همراه آب دریا که به صورت یک الکترولیت عمل می‌کند تشکیل یک سل آب دریا را می‌دهند که در آن آهن مثبت و روی منفی می‌باشد. جریان از آهن مثبت از طریق اتصال با مقاومت کم، به سمت روی منفی رفته و سپس از طریق آب دریا به آهن بازمی‌گردد، شبیه یک باتری اتصال کوتاه شده. از آنجائیکه جریان از آندهای روی با از بین رفتن تدریجی روی همراه‌است، پس از مدتی فلز روی کوچک شده و اثر و راندمان خود را از دست می‌دهد و باید جایگزین شود. به همین دلیل به آن‌ها آند فناشونده گفته می‌شود. تأثیر آن‌ها به‌شکل مداوم پیگیری شود تا زمان لزوم جایگزینی مشخص گردد. این عمر معمولاً ۱۰ سال می‌باشد. باید توجه داشت که سیستم آندهای فداشونده به هیچ منبع انرژی خارجی نیاز ندارندو جریان الکتریکی از انرژی شیمیایی ماده آند تأمین می‌شود.

## آندهای منیزیم
منیزیم رایج‌ترین آند فداشونده مورد استفاده برای حفاظت سازه‌های مدفون در خاک می‌باشد. همچنین آندهای منیزیم برای حفاظت داخلی آبگرمکن‌ها و مخازن آبی، مبدل‌های حرارتی، کندانسورها و دیگر سازه‌هایی که در تماس با آب هستند بکار می‌روند.
آندهای فداشونده منیزیمی به‌طور وسیعی در حفاظت کاتدی سازه‌ها بکار برده می‌شوند. یکی از مزایای این آندها نسبت به سایر آندهای فداشونده، پتانسیل منفی بالای آن‌ها است. دو نوع آند فداشونده منیزیم تولید می‌شود. نوع اول آندهای استاندارد منیزیم که دارای درصدی از عناصر آلومینیم، روی و منگنز می‌باشد و نوع دوم آندهای پتانسیل بالا که دارای خلوص بالا بوده و درصدی از عنصر منگنز در آن وجود دارد. گرچه آندهای منیزیم نوع اول دارای راندمان بالاتری نسبت به نوع دوم هستند آندهای نوع دوم دارای نیروی محرکه بالاتری می‌باشند.
. از آندهای منیزیم به ندرت در طراحی حفاظت کاتدی سازه‌های به طول عمر بیشتر از ۱۰ سال استفاده می‌شود از این نوع آندها در خاک هائی با مقاومت ویژه خیلی زیاد جهت تأمین جریان سیستم به دلیل عدم صرفه اقتصادی به عمل نمی‌آید این امر به جز در مواردی خاص که جریان مورد نیاز کم باشد یا در محیط برق ورودی سیستم حفاظت کاتدیک تأمین نباشد مصرف می‌گردد.
آندهای منیزیم به علت توزیع خیلی آسان‌تر جریان نسبت به روش اعمال جریان دارای برتری می‌باشد. این مزیت ناشی از رسیدن جریان در مجموعه‌های کوچک می‌باشد. در نزدیکی نقطه تخلیه جریان همواره مقدار معینی حفاظت اضافه وجود دارد؛ که موجب اتلاف جریان می‌شود و بنابراین اگر با کنترل مطلوب جریان به هر نقطه به مقدار لازم برسد از اتلاف جریان جلوگیری می‌شود.
ضریب بهره‌وری آندهای منیزیم در محاسبات طراحی معمولاً” ۸۵–۵۰٪ در نظر گرفته می‌شود.

## آندهای آلومینیوم
یکی از جمله آندهای فداشونده مورد استفاده در صنعت، آند آلومینیومی است که به دلیل داشتن نیروی محرکه زیاد و فراوانی، در محیط‌های دریایی جهت حفاظت کاتدی سازه‌ها بکار می‌رود. در این آند، آلومینیوم خالص به دلیل ایجاد لایه پاسیو بر روی سطح و در نتیجه کاهش کارایی آند، به تنهایی بکار نمی‌رود. بدین منظور از عناصری نظیر جیوه، ایندیم و قلع به عنوان عناصر آلیاژی پاسیوزدا به آند اضافه می‌گردد. همچنین عناصر دیگری نیز مانند منیزیم، منگنز، تیتانیم، کادمیم، کلسیم و بیسموت جهت بهبود خواص الکتروشیمیایی به آند اضافه می‌گردد.
آندهای فداشوندهٔ آلومینیومی معمولاً برای آب دریا بکارمیروند ولی امگان استفاده از این اندها در آب شیرین ویا خاک وجود دارد. درترکیب‌های شیمیایی آندهای آلومینیومی جیوه وجود دارد. مقدار جیوه موجود در ترکیب آلیاژ کم می‌باشد ولی بامصرف شدن آند، درصد جیوه در آلیاژ باقی‌مانده بالا خواهد رفت. براساس نوع کاربد آندهای آلومینیومی در محیط دریا، این آندها دارای دسته‌بندی زیر می‌باشند:
الف) نوع ۱ (برای حالت غوطه ور در آب دریا)
ب) نوع ۲ (برای بکارگیری در گل ولای و رسوبات بستر دریا)
ج) نوع ۳ (برای ناحیه بستر دریا (زیر رسوبات)، ناحیه غوطه وری ویا بکارگیری در آب‌های شور می‌باشد)